# Daily Monitor
Daily Monitor é um jornal diário independente de Uganda. Seu nome é compartilhado pelo Saturday Monitor e Sunday Monitor, que também são publicados pela Monitor Publications Limited. O Daily Monitor teve uma média de circulação diária de 24.230 jornais em setembro de 2011. No quarto trimestre de 2019, esse número havia caído para 16.169 cópias diárias.

## Localização
A sede do Daily Monitor e as publicações Daily Monitor, bem como a imprensa do jornal, estão localizadas na 29-35 8th Street (Namuwongo Road) na área industrial de Campala, capital de Uganda e maior cidade.

## Visão geral
O jornal foi fundado em 1992  como The Monitor e relançado como Daily Monitor em junho de 2005. O artigo afirma que sua propriedade privada garante a independência de seus editores e jornalistas.
A sede do jornal fica no mesmo prédio que abriga os outros investimentos de propriedade da Monitor Publications Limited, incluindo o jornal Daily Monitor, o Monitor Business Directory, o jornal esportivo Ennyanda (em Luganda), a estação de rádio 90.4 Dembe FM (em Luganda e em inglês), Estação de rádio 93,3 KFM, papel eletrônico Daily Monitor, aplicativo Monitor E-paper e canais de mídia social Daily Monitor.
A Monitor Publications Limited e todas as suas subsidiárias listadas acima são de propriedade do Nation Media Group,  um conglomerado de mídia com sede em Nairóbi, Quénia e cujas ações estão listadas na Bolsa de Valores de Nairóbi e estão listadas na Bolsa de Valores do Uganda, Bolsa de Valores de Dar es Salaam e Bolsa de Valores de Ruanda.

## Invasão policial de 2013
As instalações do Daily Monitor foram invadidas pela polícia de Uganda em 20 de maio de 2013. Isso aconteceu logo depois que o jornal publicou uma carta supostamente escrita pelo general David Sejusa, ameaçando que aqueles que se opunham a Muhoozi Kainerugaba pela presidência arriscassem suas vidas. Kainerugaba é filho do presidente de longa data Yoweri Museveni. A mesma carta também foi publicada por outro jornal de Uganda, o Red Pepper, cujos escritórios também foram invadidos.
O cerco policial terminou em 30 de maio de 2013 e o jornal e suas estações de rádio 90.4 Dembe FM e 93.3 KFM Uganda, que foram desativadas durante o cerco, foram reabertos.